# Isaac de Bankolé
Isaac de Bankolé (ur. 12 sierpnia 1957 w Abidżanie) – francusko-amerykański aktor filmowy pochodzący z Wybrzeża Kości Słoniowej. Zwycięzca Césara w kategorii najbardziej obiecujący aktor za rolę Lemmy’ego w komedii Black Mic-Mac (1986).
Ukończył studia matematyczne na Uniwersytecie Paryskim. W filmie debiutował w połowie lat 80., ma na koncie szereg różnorodnych ról w filmach europejskich (głównie francuskich) i amerykańskich. Współpracował z Jimem Jarmuschem na planie takich filmów jak Noc na Ziemi (1991), Ghost Dog: Droga samuraja (1999) i Kawa i papierosy (2003). Pojawia się w superprodukcjach (Miami Vice, Casino Royale) oraz serialach telewizyjnych. Przez kilka lat był związany z Cassandrą Wilson. Używa również imienia Isaac.

## Filmografia
- 1988: Czekolada (Chocolat) jako Protée
- 1989: Jak kochać się z Murzynem, żeby się nie zmęczyć jako staruszek
- 1990: Bez strachu przed śmiercią (S’en fout la mort) jako Dah
- 1991: Noc na Ziemi (Night on Earth) jako paryski taksówkarz
- 1994: Jądro ciemności (Heart of Darkness) jako Mfumu
- 1998: Córka żołnierza nie płacze (A Soldier’s Daughter Never Cries) jako Mamadou
- 1999: Ghost Dog: Droga samuraja (Ghost Dog: The Way of the Samurai) jako szklarz Raymond
- 2003: Kawa i papierosy (Coffee and Cigarettes) jako Isaach
- 2005: Manderlay jako Timothy
- 2005: Klucz do koszmaru (The Skeleton Key) jako kreolski właściciel stacji benzynowej
- 2006: Miami Vice jako Neptune
- 2006: Casino Royale jako Steven Obanno
- 2007: Bitwa w Seattle (Battle in Seattle) jako Abassi
- 2007: Motyl i skafander (Le Scaphandre et le papillon) jako Laurent
- 2008: 24 godziny: Wybawienie (24: Redemption, TV) jako premier Sangalais
- 2009: The Limits of Control jako samotny mężczyzna
- 2009: 24 godziny (serial telewizyjny) jako premier Sangalais
- 2014: Kalwaria (Calvary) jako Simon
- 2018: Czarna Pantera (Black Panther) jako Wódz Plemienia Rzeki